# NGC 7752
NGC 7752 (również PGC 72382 lub UGC 12779) – galaktyka nieregularna (SBm?/I0 pec), znajdująca się w gwiazdozbiorze Pegaza. Odkrył ją 22 listopada 1854 roku R. J. Mitchell – asystent Williama Parsonsa. Oddziałuje grawitacyjnie z sąsiednią, dużo większą galaktyką NGC 7753, obie zostały skatalogowane jako Arp 86 w Atlasie Osobliwych Galaktyk Haltona Arpa. Galaktyki te znajdują się w odległości około 219 milionów lat świetlnych od Ziemi.